# Liste der Monuments historiques in Riaucourt
Die Liste der Monuments historiques in Riaucourt führt die Monuments historiques in der französischen Gemeinde Riaucourt auf.

## Liste der Objekte
| Bezeichnung               | Beschreibung                                             | Standort                                          | Kennzeichnung | Schutzstatus | Datum | Bild |
| ------------------------- | -------------------------------------------------------- | ------------------------------------------------- | ------------- | ------------ | ----- | ---- |
| Skulptur Gnadenstuhl      | Stein, farbig gefasst, erste Hälfte des 16. Jahrhunderts | in der Kirche Notre-Dame-en-son-Assomption (Lage) | PM52001033    | Classé       | 1964  |      |
| Skulptur Madonna mit Kind | Elfenbein, 14. Jahrhundert                               | in der Kirche Notre-Dame-en-son-Assomption (Lage) | PM52001034    | Classé       | 1965  |      |